# Mick Stefels
Mick Stefels (27 november 1987) is een Nederlands voormalig voetballer die als verdediger voor FC Omniworld speelde.

## Carrière
Mick Stefels speelde in de jeugd van AFC Ajax en FC Volendam. Hij debuteerde in het betaald voetbal voor de nieuwe profclub FC Omniworld op 3 maart 2006, in de met 0-4 verloren thuiswedstrijd tegen TOP Oss. Hij kwam in de 80e minuut in het veld voor Juan Viedma Schenkhuizen. Na zijn periode bij Omniworld, waarin hij vooral in het tweede elftal actief was, speelde hij nog voor de amateurclubs FC Blauw-Wit Amsterdam, RKAV Volendam, Zwaluwen '30, SV Huizen, SV Marken, JOS Watergraafsmeer en NVC. Hierna ging hij in een lager team van de amateurtak van Ajax spelen.

### Statistieken
| Seizoen                   | Club           | Land           | Competitie     | Competitie | Competitie | Beker | Beker | Totaal | Totaal |
| Seizoen                   | Club           | Land           | Competitie     | Wed.       | Dlp.       | Wed.  | Dlp.  | Wed.   | Dlp.   |
| ------------------------- | -------------- | -------------- | -------------- | ---------- | ---------- | ----- | ----- | ------ | ------ |
| 2005/06                   | FC Omniworld   | Nederland      | Eerste divisie | 1          | 0          | 0     | 0     | 1      | 0      |
| Carrièretotaal            | Carrièretotaal | Carrièretotaal | Carrièretotaal | 1          | 0          | 0     | 0     | 1      | 0      |
| Bijgewerkt op 16 mei 2020 |                |                |                |            |            |       |       |        |        |